# Charles Cerny
Pour les articles homonymes, voir Cerny (homonymie).
Charles Cerny, né Karel Černý à Prague en Autriche-Hongrie (actuelle République tchèque) le 12 août 1892 et mort à Paris le 16 février 1965 est un peintre et graveur tchèque. 

## Biographie
Charles Cerny apprend la gravure et débute dans cet art en 1910. Il remporte un concours de peinture en 1911 et il est poussé par F.A. Subert (cs), membre de l'Académie des arts et des lettres, et F.X. Harlas (cs), peintre et critique d'art, vers des études de peinture. Il part en formation à Vienne et Munich. Puis il vient à Paris en 1913 où il fréquente les milieux artistiques, parrainé par Antoine Bourdelle, et participe pour la première fois au Salon des indépendants en mars 1914. Il s'engage comme volontaire dans la légion étrangère et vit la Première Guerre mondiale au Maroc. Il se marie en 1916, lors d'une permission, avec une française, Marie Bassinghi.
Après la guerre, il reprend ses études à l'Académie Julian à Paris, tout en exerçant divers métiers pour gagner sa vie (musicien, graveur, illustrateur, traducteur…). Il participe à de nombreux salons, en particulier le Salon des indépendant (par exemple en 1932 ou en 1943) et à des salons en France et à l'étranger, et il commence à avoir un certain succès. Il obtient le prix Rémy-Landeau en 1942, puis de nouveau en 1944. 

Il est nommé peintre officiel de la Marine en 1952, ce qui lui permet de naviguer sur le Dixmude et le Georges Leygues.
Il excelle dans les portraits, les natures mortes — en particulier sur des thèmes marins — et les paysages que lui inspirent ses voyages, notamment au Maroc, Pays-Bas et Italie.

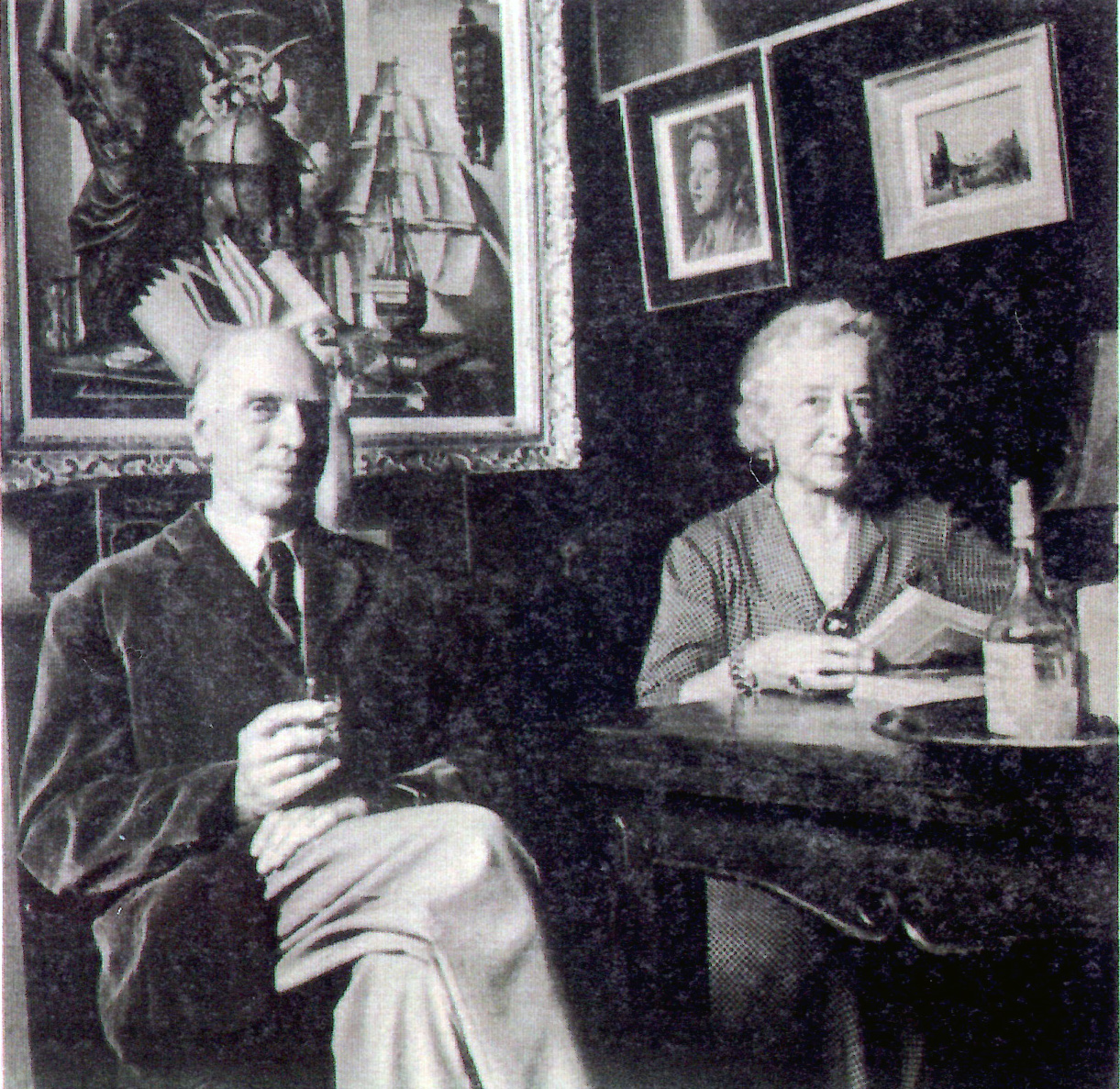
Charles Cerny et son épouse.
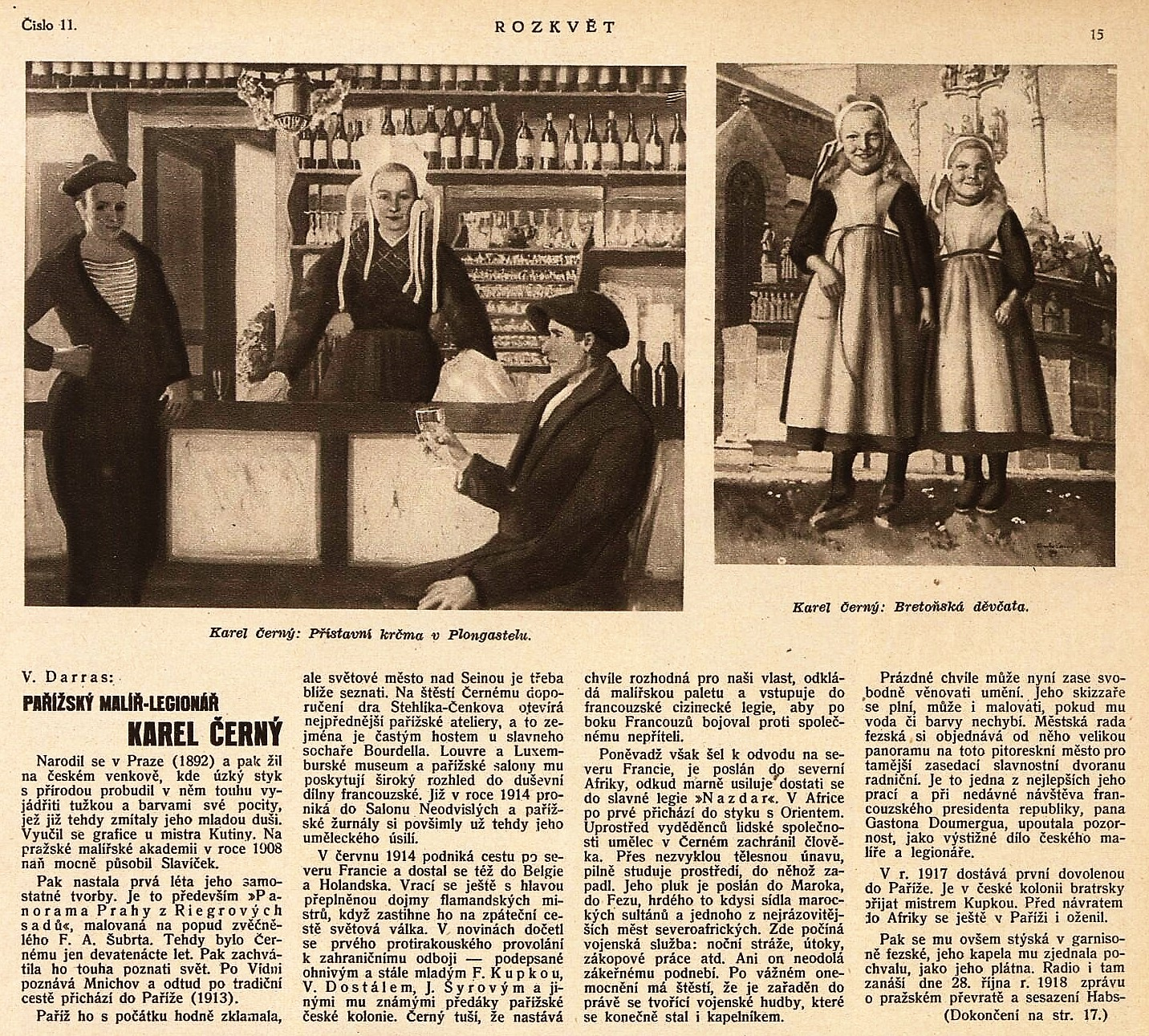
Roskvet, journal tchèque, 1931.

## Homonymes
Il ne faut pas le confondre avec Karel Cerny (Prague, 1910 - Brno, 1960), peintre et illustrateur tchèque, ni avec Karel Cerny (Plzen, 1922 - Tabor, 2014), producteur, ni avec  Karel Cerny, rameur.